# NGC 1449
NGC 1449 ist eine linsenförmige Galaxie vom Hubble-Typ S0 im Sternbild Eridanus südlich des Himmelsäquators. Sie ist schätzungsweise 179 Millionen Lichtjahre von der Milchstraße entfernt und hat einen Durchmesser von etwa 40.000 Lichtjahren. 

Wahrscheinlich bilden die Galaxien NGC 1441, NGC 1449, NGC 1451 und NGC 1453 einen gravitativ gebundenes Quartett.
Das Objekt wurde am 9. Oktober 1864 vom deutsch-dänischen Astronomen Heinrich Louis d’Arrest entdeckt.